# Махмуд-шах Шаркі
Махмуд-шах (*д/н — 1458) — 4-й володар Джаунпуру в 1440—1458 роках.

## Життєпис
Старший син султана Ібрагім-шаха. Посів трон 1440 року. 1442 року вдерся до бенгалії, але швидко замирився з тамтешнім султаном Махмуд-шахом.
1443 року скористався складнощами делійського султана Сайїд Мухаммед-шаха, атакувавши важливе місто Калпі, де скинув наїба Насір-хана. Останній звернувся по допомогу до малавського султана Махмуд-шаха Хілджі. 14 листопада 1444 року останній атакував біля Ерача військо джаунпурського султана, але жодна зі сторін не здобула перемоги. За посередництва суфія Джайлди укладено мирний договір, за яким Джанупур відмовився від Калпі на користь Малави.
1445 року джаунпурське військо придушило повстання в Чунарі. Махмуд-шах захопив в раджпутів більшу її частину. Потім він атакував Капілендрадеву, магараджу Гаджапатської держави, проти якого спочатку діяв успішно, але зрештою зазнав поразки. Він заснував дві мечеті в Паланпурі, перш ніж повернутися до своєї столиці. 1448 року висунув права на трон Делі, де фактично керував візир Гамід-хан, що вигнав султана Алам-шаха. Втім зазнав невдачі.
1451 року Бахлул Хан Лоді зайняв Делі, де відсторонив візира Гамід-хана та оголосив себе султаном. 1452 року Махмуд-хан на заклик частини делійської знаті рушив на Делі, але в битві біля Нарели, незважаючи на численну перевагу через зраду Дар'ї Хана Лоді, зазнав тяжкої поразки. Ворог зайняв Рапрі та Етаву. наприкінці 1452 або на початку 1453 року відбулася битва при Етаві, де жодна зі сторін не мала успіху. Зрештою було укладено договір, за умовами якого Махмуд-шах поступився містом Шамсабад.
У 1454 році завдав поразки Ішват Сінґху, раджи Удджайну, що спробував стати незалежним. 1455 року це князівство було приєднано до султанату. наприкінці 1456 року поновилася війна з делійським султаном Бахлул Ханом, коли Джавна-хан, намісник шамсабаду, відмовився здати це місто. делійські війська на чолі із Дар'я Ханом Лоді захопили Шамсабад, але 1457 року Махмуд-шах завдав супротивникові поразки, захопив та стратив Дар'я Хана Лоді. 1458 року джаунпурський султан раптово помер. Трон успадкував його син Мухаммад-шах, який продовжив війну.

## Будівництво
Продовжив розбудову своєї столицю, з найзначущих будівель стали мечеть Дарваза та палацу султанши Бібі Раджі поруч із нею.